# Nowy cmentarz żydowski w Warcie
Nowy cmentarz żydowski w Warcie – kirkut, który został założony w 1800 (najstarszy zachowany nagrobek pochodzi z 1812). Cmentarz znajduje się przy ul. Sadowej i ma powierzchnię 1,7 ha. Został zniszczony podczas II wojny światowej. Po wojnie był całkowicie zaniedbany, w 1984 władze miejskie podjęły decyzję o likwidacji nekropolii, którą jednak wstrzymano decyzją ministra ds. wyznań w wyniku starań Ireneusza Ślipka - członka Wojewódzkiej komisji Opieki nad Zabytkami w Sieradzu. Rozpoczęto wówczas prace porządkowe i renowacyjne które trwały do 2001. Na cmentarzu zachowało się około 150 nagrobków.